# 1899
| 1899                                                 |
| ---------------------------------------------------- |
| Dødsfald - Fødsler                                   |
| • Begivenheder • Film • Litteratur • Politik • Sport |

| Gregoriansk kalender | 1899 MDCCCXCIX          |
| Ab urbe condita      | 2652                    |
| Armensk kalender     | 1348 ԹՎ ՌՅԽԸ            |
| Kinesiske kalender   | 4595 – 4596 戊戌 – 己亥 |
| Etiopisk kalender    | 1891 – 1892             |
| Jødisk kalender      | 5659 – 5660             |
| Hindukalendere       |                         |
| - Vikram Samvat      | 1954 – 1955             |
| - Shaka Samvat       | 1821 – 1822             |
| - Kali Yuga          | 5000 – 5001             |
| Iransk kalender      | 1277 – 1278             |
| Islamisk kalender    | 1317 – 1318             |

Konge i Danmark: Christian 9. 1863-1906
Se også 1899 (tal)

## Begivenheder

### Januar
- 4. februar – Emilio Aguinaldo proklamerer Filippinernes uafhængighed, og rejser øernes beboere sig til kamp mod USA. Landet blev dog først selvstændigt i 1946

### Februar
- 4. februar - Den filippinsk-amerikanske krig starter, efter at Emilio Aguinaldo havde proklameret Filippinernes uafhængighed efter Den filippinske revolution
- 25. februar – Dansk Otolaryngologisk Forening stiftes. Selskabes navn ændres i 1908 til Dansk Otolaryngologisk Selskab og i 1991 til Dansk Selskab for Otolaryngologi - Hoved & Halskirurgi (DSOHH)

### Marts
- 6. marts - lægemidlet aspirin patenteres af medicinalfirmaet Bayer
- 10. marts - Kristeligt Dansk Fællesforbund stiftes i Randers
- 17. marts – William Henry Pickering opdager Saturn-månen Phoebe

### Maj
- 17. maj - Dronning Victoria af Storbritannien nedlægger grundstenen til Victoria and Albert Museum

- 18. maj Den første internationale fredskonference afholdes i Haag i Holland, på initiativ af zar Nicolaj 2.. Der deltog 26 lande og enedes blandt andet om et forbud mod dum dum-kugler og luftbomber (fra balloner)

### Juli
- 27. juli – Dansk Sygeplejeråd stiftes af sygeplejersker ved Kommunehospitalet i København

### September
- 5. september – 7 måneders lockout på store dele af arbejdsmarkedet afsluttes ved Septemberforliget
- 6. september – Bryggeriforeningen dannes ved et møde i Odd Fellow Palæet

### Oktober
- 11. oktober – Den anden boerkrig mellem kolonimagten England og de to boerrepublikker Oranje og Transvaal begynder. Varer til 1902

### Udateret
- Clipsen opfindes af den 33-årige nordmand Johan Vaaler.
- Lægemidlet Aspirin lanceres på markedet af medicinalfirmaet Bayer

## Født
- 17. januar – Al Capone, amerikansk gangster (død 1947).
- 17. januar – Nevil Shute – engelskfødt australsk forfatter (død 1960)
- 22. februar – Erich Kästner, tysk forfatter (Tre mænd i sneen, Fabian). (død 1974).
- 2. marts – Harald Søltoft Agersnap, dansk pianist, violoncellist, komponist og dirigent (død 1982).
- 11. marts – Frederik 9., dansk konge fra 1947 til sin død. (død 1972)
- 19. marts – Aksel Sandemose, dansk-norsk forfatter, (død 1965).
- 29. april – Duke Ellington, amerikansk jazzmusiker: komponist, orkesterleder, pianist (død 1974).
- 8. maj – Friedrich Hayek, østrigsk-britisk økonom og filosof (død 1992).
- 10. maj – Fred Astaire, amerikansk danser, sanger og skuespiller (død 1987).
- 27. juni – Carl Johan Hviid, dansk skuespiller (død 1964).
- 27. juni – Juan Trippe, amerikansk luftfartsentreprenør og pionér (død 1981).
- 1. juli – Charles Laughton, engelsk-amerikansk filmskuespiller (død 1962).
- 11. juli – E. B. White, amerikansk forfatter og digter (død 1985).
- 21. juli – Ernest Hemingway, amerikansk forfatter (død 1961).
- 24. juli – Dan George, canadisk høvding og skuespiller (død 1981).
- 14. august - Alma Reville, britisk filmklipper og manuskriptforfatter (død 1982).
- 13. august – Alfred Hitchcock, engelsk filminstruktør (død 1980).
- 24. august – Jorge Luis Borges, argentinsk forfatter (død 1986).
- 29. september – Ladislo Biro, ungarsk opfinder (død 1985).
- 3. oktober - Louis Hjelmslev, dansk sprogvidenskabsmand (død 1965).
- 19. oktober – Miguel Ángel Asturias, guatemalansk forfatter (Præsidenten) (død 1974).
- 29. november – Emma Morano, verdens ældste person ved sin død (død 2017).
- 16. december – Noël Coward, engelsk skuespiller og forfatter (død 1973).
- 25. december – Humphrey Bogart, amerikansk skuespiller (død 1957).

## Dødsfald
- 2. juni – Frederik Læssøe Smidth, dansk grundlægger, (født 1850).
- 3. juni – Johann Strauss den yngre, østrigsk komponist og dirigent, (født 1825).
- 7. juni – Klaus Groth, tysk digter (født 1819).
- 11. juli – Ernesto Dalgas, dansk filosof og forfatter, (født 1871).
- 17. august – Erik Bøgh, dansk forfatter og revypionér, (født 1822).
- 31. oktober – William Gerner, dansk revykomiker (født 1862).

## Sport
- 28. november - Fodboldklubben FC Barcelona grundlægges
- 16. december - Foboldklubben AC Milan stiftes